# Piangipane
Piangipane (Pèz-pã in romagnolo) è una frazione del comune di Ravenna, nell'omonima provincia dell'Emilia-Romagna.
Il paese si sviluppa da sud a nord lungo la strada provinciale n. 30 «Via Piangipane». L'arteria si distacca (a sud) dalla San Vitale e termina nella Strada statale 16 Adriatica (conosciuta localmente come "Reale").
Piangipane non ha propriamente un centro, ma ha una zona più densamente abitata a nord di Via Piangipane (probabilmente uno degli antichi tre borghi in cui era suddiviso il paese) costituita attorno a piazza XXII giugno, dove si trova l'ufficio comunale, la biblioteca, la sala medica, la scuola elementare "Caruso Balella", la scuola media "Francesco Casadio" e dove si tiene il mercato ogni giovedì.

## Monumenti e luoghi d'interesse
Cimitero di guerra britannico
Vi riposano i caduti dei combattimenti presso il fronte sul fiume Senio nell'aprile 1945. Oltre ai soldati britannici, il cimitero accoglie i resti dei soldati della 10ª Divisione indiana e della Nuova Zelanda e quelli della Brigata ebraica, formatasi nel settembre 1944 e composta prevalentemente da volontari provenienti dalla Palestina. I morti sepolti a Piangipane rappresentano il numero più alto di caduti della Brigata.

Il cimitero, che conta un totale di 988 sepolture, conserva anche i resti di trentatré caduti della prima guerra mondiale, trasferiti qui da cimiteri del Nord-Est.

In inglese il luogo è denominato Ravenna War Cemetery. È aperto al pubblico.